# Christian Haas
Christian Haas (Norimberga, 22 agosto 1958) è un ex velocista tedesco, campione europeo indoor dei 60 metri piani a Göteborg 1984.
È il figlio dell'ex velocista Karl-Friedrich Haas, argento nei 400 m piani ai Giochi olimpici di Melbourne 1956.

## Palmarès
| Anno | Manifestazione  | Sede         | Evento      | Risultato        | Prestazione | Note |
| ---- | --------------- | ------------ | ----------- | ---------------- | ----------- | ---- |
| 1980 | Europei indoor  | Sindelfingen | 60 m piani  | Argento          | 6"62        |      |
| 1982 | Europei indoor  | Milano       | 60 m piani  | 5º               | 6"69        |      |
| 1982 | Europei         | Atene        | 4×100 m     | Bronzo           | 38"71       |      |
| 1983 | Europei indoor  | Budapest     | 60 m piani  | Argento          | 6"64        |      |
| 1983 | Mondiali        | Helsinki     | 100 m piani | 6º               | 10"32       |      |
| 1983 | Mondiali        | Helsinki     | 4×100 m     | 5º               | 38"56       |      |
| 1984 | Europei indoor  | Göteborg     | 60 m piani  | Oro              | 6"68        |      |
| 1984 | Giochi olimpici | Los Angeles  | 100 m piani | Semifinale       | 10"41       |      |
| 1987 | Mondiali indoor | Indianapolis | 60 m piani  | 6º               | 6"68        |      |
| 1987 | Mondiali        | Roma         | 100 m piani | Quarti di finale | 10"65       |      |
| 1987 | Mondiali        | Roma         | 200 m piani | Quarti di finale | 20"94       |      |
| 1987 | Mondiali        | Roma         | 4×100 m     | 5º               | 38"73       |      |
| 1988 | Giochi olimpici | Seul         | 100 m piani | Quarti di finale | 10"57       |      |
| 1988 | Giochi olimpici | Seul         | 4×100 m     | 6º               | 38"55       |      |